# Соматостатин
Соматостатин је полипептидни хормон кога луче делта ћелије (δ ћелије) ендокриног панкреаса, хипоталамус као и неке неуроендокрине ћелије гастроинтестиналног тракта. Соматостатин инхибише лучење других хормона: инсулина, глукагона, хормона раста, гастрина, секретина и тиреотропног хормона итд.

## Грађа
Соматостатин је по саставу полипептид, грађен из 12 аминокиселина. Молекулска маса овог хормона је око 1640 далтона. Ослобађа се у хипоталамусу (у перивентрикуларном једру), енгокрином делу панкреаса (из δ ћелија), неуроендокриним ћелијама слузокоже антрума желуца и црева.

## Улога
Делује као локални хормон, са паракриним дејстовом (делује на околне ћелије). Соматостатин инхибише лучење других хормона: инсулина, глукагона, хормона раста, гастрина, пепсина, секретина и тиреотропног хормона итд.
Такође инхибише контракцију жучне кесе и лучење жучи.

## Поремећаји
Соматостатиноми су соматостатин продукујучи тумори (аденоми), који се најчешће срећу у панкреасу. Обољење је праћено дијабетосом, дијарејом, поремећајима жучне кесе.
Неке синтетичке супстанце сличне грађе (аналогон) као соматостатин нпр. октреотид користе се у лечењу других обољења као нпр. карциноидни синдром, акромегалија, випом итд.